# Pétros Boúras-Vallianátos
Pétros Boúras-Vallianátos (grec moderne : Πέτρος Μπούρας-Βαλλιανάτος) est un historien grec de la médecine, auteur et universitaire. Il est l'auteur de l'ouvrage Innovation in Byzantine medicine: the writings of John Zacharias Aktouarios (c.1275-c.1330).Bouras-Vallianatos est surtout connu pour ses travaux sur la médecine byzantine,,,.

## Biographie
Boúras-Vallianátos est né à Céphalonie, en Grèce. Il a étudié la pharmacie à l'Université d'Athènes et les lettres classiques et l'histoire ancienne au King’s College de Londres. Il a ensuite étudié l'histoire et la littérature de la fin de l'Antiquité et de Byzance à l'Université d'Oxford, avant d'obtenir un doctorat en histoire de la médecine au King’s College de Londres. De 2015 à 2019, Boúras-Vallianátos a occupé une bourse de recherche Wellcome au King’s College de Londres, et de 2019 à 2022, il a occupé un poste de maître de conférences en histoire de la médecine à l'Université d'Édimbourg. En 2021, il a reçu le Prix des Jeunes Historiens de l'Académie internationale d'histoire des sciences pour son ouvrage Innovation in Byzantine medicine. Son article approfondi intitulé « Transfert interculturel du savoir médical en Méditerranée médiévale : l’introduction et la diffusion des potions à base de sucre du monde islamique à Byzance », publié dans Speculum (2021), a été désigné comme « Article du mois » en novembre 2021 par le Mediterranean Seminar. Cet article a également reçu le prestigieux prix Estes 2022 décerné par l’American Association for the History of Medicine. En septembre 2022, Boúras-Vallianátos est devenu professeur associé d'histoire des sciences à l'Université nationale et capodistrienne d'Athènes. Il détient également une bourse honoraire en histoire à l'Université d'Édimbourg, et il est membre de la Royal Historical Society. Boúras-Vallianátos est le rédacteur en chef principal de la série "Global Histories of Premodern Health and Healing" publiée par Edinburgh University Press. Il est également rédacteur en chef de la revue Journal of Late Antique, Islamic and Byzantine Studies.

## Œuvres publiées

### Livres (monographies)
- Bouras-Vallianatos, Petros. Innovation in Byzantine medicine: the writings of John Zacharias Aktouarios (c. 1275-c. 1330). Oxford University Press, 2020.

### Ouvrages édités
- Bouras-Vallianatos, Petros, et Dionysios Stathakopoulos (dir.). Drugs in the Medieval Mediterranean: Transmission and Circulation of Pharmacological Knowledge. Cambridge University Press, 2023. DOI 10.1017/9781009389792
- Bouras-Vallianatos, Petros (dir.). Exploring Greek Manuscripts in the Library at Wellcome Collection in London. Routledge, 2020. DOI 10.4324/9780429470035
- Bouras-Vallianatos, Petros, et Sophia Xenophontos (dir.). Greek Medical Literature and Its Readers: From Hippocrates to Islam and Byzantium. Routledge, 2018. DOI 10.4324/9781351205276
- Bouras-Vallianatos, Petros, et Barbara Zipser (dir.). Brill's Companion to the Reception of Galen. Leiden et Boston, MA : Brill, 2019. DOI 10.1163/9789004394353

### Articles
- Bouras-Vallianatos, Petros, et Fabian Käs. « Treating with minerals in the Middle Ages: the rare substance mūmiyāʾ (pitch-asphalt) and its medicinal uses in Byzantium », Medical History, 2024, 1-14. DOI 10.1017/mdh.2024.25
- Bouras-Vallianatos, Petros. « Cross-cultural Transfer of Medical Knowledge in the Medieval Mediterranean: The Introduction and Dissemination of Sugar-based Potions from the Islamic World to Byzantium », Speculum, 2021, vol. 96, nᵒ 4, p. 963-1008. DOI 10.1086/715838
- Bouras-Vallianatos, Petros. « Modelled on Archigenes theiotatos: Alexander of Tralles and his Use of Natural Remedies (physika) », Mnemosyne, 2016, vol. 69, nᵒ 3, p. 382-396. DOI 10.1163/1568525X-12341857
- Bouras-Vallianatos, Petros. « Galen’s reception in Byzantium: Symeon Seth and his refutation of Galenic theories on human physiology », Greek, Roman, and Byzantine Studies, 2015, vol. 55, nᵒ 2, p. 431-469.
- Bouras-Vallianatos, Petros. « Greek Manuscripts at the Wellcome Library in London: A Descriptive Catalogue », Medical History, 2015, vol. 59, nᵒ 2, p. 275. DOI 10.1017/mdh.2015.6
- Bouras-Vallianatos, Petros. « Clinical experience in late antiquity: Alexander of Tralles and the therapy of epilepsy », Medical History, 2014, vol. 58, nᵒ 3, p. 337-353. DOI 10.1017/mdh.2014.27

### Chapitres d’ouvrages
- Bouras-Vallianatos, Petros. « Examining a Previously Unknown Pharmacological Potpourri: A New Witness to Late Byzantine Therapeutics and Its Expansion through Appropriations from the Islamicate and Latin Medical Traditions », dans : F. Käs, J. Kley, F. Hedderich (dir.), A Key to Locked Doors, Leiden : Brill, 2024, p. 450-504. DOI 10.1163/9789004705883_023
- Bouras-Vallianatos, Petros. « Breastmilk as a Therapeutic Agent in Ancient and Early Byzantine Medical Literature », dans : S. Constantinou et A. Skouroumouni-Stavrinou (dir.), Breastfeeding and Mothering in Antiquity and Early Byzantium, Abingdon : Routledge, 2023, p. 105-129. DOI 10.4324/9781003265658-6
- Bouras-Vallianatos, Petros. « Diagrams in Greek Medical Manuscripts », dans : J. Hamburger, D. Roxburgh et L. Safran (dir.), The Diagram as Paradigm: Cross-Cultural Approaches, Washington, DC : Dumbarton Oaks Research Library and Collection, 2022, p. 287-329.
- Bouras-Vallianatos, Petros. « Galen in Late Antique medical handbooks », dans : P. Bouras-Vallianatos et B. Zipser (dir.), Brill's Companion to the Reception of Galen, Leiden : Brill, 2019. DOI 10.1163/9789004394353_004
- Bouras-Vallianatos, Petros. « Galen in Byzantine Medical Literature », dans : P. Bouras-Vallianatos et B. Zipser (dir.), Brill's Companion to the Reception of Galen, Leiden : Brill, 2019, p. 86-110. DOI 10.1163/9789004394353_006
- Bouras-Vallianatos, Petros. « Reading Galen in Byzantium: The fate of Therapeutics to Glaucon », dans : P. Bouras-Vallianatos et S. Xenophontos (dir.), Greek Medical Literature and its Readers: From Hippocrates to Islam and Byzantium, Londres : Routledge, 2018, p. 180-229.